# Acontia
Acontia är ett släkte av fjärilar. Acontia ingår i familjen nattflyn.

## Dottertaxa tillAcontia, i alfabetisk ordning[1]
- Acontia abdominalis
- Acontia acerba
- Acontia acontina
- Acontia agacinoi
- Acontia albicollis
- Acontia albimixta
- Acontia albinigra
- Acontia alboater
- Acontia alessandra
- Acontia aniluna
- Acontia antecedens
- Acontia antica
- Acontia apatelia
- Acontia apela
- Acontia aprica
- Acontia apricana
- Acontia apricanoides
- Acontia apricella
- Acontia ardoris
- Acontia areletta
- Acontia areli
- Acontia areloides
- Acontia arida
- Acontia asbenensis
- Acontia audeoudi
- Acontia axendra
- Acontia axendrana
- Acontia basifera
- Acontia behrii
- Acontia bella
- Acontia bicolora
- Acontia bilimeki
- Acontia bilineata
- Acontia biplaga
- Acontia bipunctata
- Acontia biskrensis
- Acontia bohemanni
- Acontia brabanti
- Acontia buchanani
- Acontia cacola
- Acontia caffraria
- Acontia caloris
- Acontia canarensis
- Acontia carnescens
- Acontia catena
- Acontia catenula
- Acontia ceyvestensis
- Acontia chea
- Acontia chrysoproctis
- Acontia citripennis
- Acontia clarissa
- Acontia clerana
- Acontia compta
- Acontia connecta
- Acontia connexa
- Acontia constellata
- Acontia coquillettii
- Acontia cora
- Acontia costiplaga
- Acontia costistigma
- Acontia costosa
- Acontia crassivalva
- Acontia cratina
- Acontia cretata
- Acontia crocata
- Acontia crocatana
- Acontia cuprina
- Acontia curvilinea
- Acontia cyanipha
- Acontia cyanocraspis
- Acontia dacia
- Acontia decisa
- Acontia delecta
- Acontia delphinensis
- Acontia delutea
- Acontia destricta
- Acontia detrita
- Acontia detritella
- Acontia dichroa
- Acontia discoidea
- Acontia discolutea
- Acontia disconnecta
- Acontia disrupta
- Acontia dorneri
- Acontia duenna
- Acontia elaeoa
- Acontia elegans
- Acontia embolima
- Acontia eudryada
- Acontia euschema
- Acontia evanescens
- Acontia eversmanni
- Acontia expolita
- Acontia fiebrigi
- Acontia flavipallida
- Acontia flavipennis
- Acontia flavistriga
- Acontia flavonigra
- Acontia gagites
- Acontia gonella
- Acontia gonellana
- Acontia gonoides
- Acontia gradata
- Acontia gratiosa
- Acontia grisescens
- Acontia guttifera
- Acontia heliodora
- Acontia hemiglauca
- Acontia hemipentha
- Acontia hemixanthia
- Acontia hieroglyphica
- Acontia hortensis
- Acontia hyperlophia
- Acontia imbuta
- Acontia imitatrix
- Acontia includens
- Acontia inda
- Acontia inexacta
- Acontia insolatrix
- Acontia interposita
- Acontia irregularis
- Acontia jaliscana
- Acontia kikuyuensis
- Acontia knowltoni
- Acontia komaga
- Acontia lactipennis
- Acontia lanceolata
- Acontia lanceolatana
- Acontia leucotrigona
- Acontia leucotrigonides
- Acontia lucasi
- Acontia lucida, Sydglansfly
- Acontia lugens
- Acontia luta
- Acontia luteola
- Acontia maculosa
- Acontia major
- Acontia mala
- Acontia malagasy
- Acontia malgassica
- Acontia margaritata
- Acontia marmoralis
- Acontia mediofasciata
- Acontia mekkii
- Acontia meridionalis
- Acontia mesoleuca
- Acontia metallica
- Acontia micrastis
- Acontia micropis
- Acontia microptera
- Acontia miegii
- Acontia miogona
- Acontia mizteca
- Acontia monilifera
- Acontia monstrosa
- Acontia morides
- Acontia naevulosa
- Acontia neocula
- Acontia nephata
- Acontia nilgirica
- Acontia nilgiriensis
- Acontia niphogona
- Acontia nitidula
- Acontia niveicollis
- Acontia nivipicta
- Acontia nivipictoides
- Acontia notabilis
- Acontia nubilata
- Acontia ochreola
- Acontia ochrochroa
- Acontia olivacea
- Acontia opalinoides
- Acontia orientalis
- Acontia pallidula
- Acontia parana
- Acontia partita
- Acontia parvimacula
- Acontia pauliani
- Acontia phaenna
- Acontia philomela
- Acontia phrygionis
- Acontia pima
- Acontia plumbicula
- Acontia polychroma
- Acontia porphyrea
- Acontia postica
- Acontia psaliphora
- Acontia quadrata
- Acontia quadriplaga
- Acontia rachiastis
- Acontia redita
- Acontia rufescens
- Acontia ruficincta
- Acontia rufitincta
- Acontia rupicola
- Acontia scanda
- Acontia schwarzii
- Acontia secta
- Acontia sedata
- Acontia seminigra
- Acontia semiplumbea
- Acontia sexpunctata
- Acontia signifera
- Acontia solaris
- Acontia spangbergi
- Acontia sphaerophora
- Acontia stumpffi
- Acontia sudarabica
- Acontia terminimaculata
- Acontia tetragona
- Acontia tetragonisa
- Acontia thapsina
- Acontia thapsinana
- Acontia tinctilis
- Acontia titania
- Acontia transfigurata
- Acontia triangulum
- Acontia trimacula
- Acontia trimaculata
- Acontia triradiata Synonym till Acontia lucida
- Acontia tropica
- Acontia umbrigera
- Acontia umbrosa
- Acontia unio
- Acontia unocula
- Acontia upsilon
- Acontia urania
- Acontia urbani
- Acontia wahlbergi
- Acontia wallengreni
- Acontia vaualbum
- Acontia viridescens
- Acontia vittamargo
- Acontia xuthota
- Acontia yemenensis
- Acontia zelleri